# Jules Maenen
Julius Hermanus "Jules" Maenen (Valkenswaard, 15 januari 1932 - aldaar, 11 februari 2007) was een Nederlands wielrenner op zowel de weg als de baan. Hij nam deel aan zowel de Ronde van Frankrijk als de Ronde van Italië, die hij beiden niet uitreed. In 1957 werd hij tweede op het Nederlands kampioenschap wielrennen op de weg. Hij zou uiteindelijk geen enkele koers winnen.
In de Ronde van Frankrijk was Maenen betrokken bij een valpartij, samen met Nico van Est. Maenen had door kunnen fietsen, maar hij wachtte op Van Est, wiens fiets vervangen moest worden. De beide heren kwamen hierdoor buiten de tijdslimiet binnen. 
Jules Maenen deed namens Nederland mee aan de Olympische Spelen van 1952 in Helsinki. Hij deed mee aan de Individuele wegwedstrijd en de Ploegenachtervolging. Op de individuele rit eindigde hij als derde en won daarmee de bronzen medaille. Doordat hij echter een limonadeflesje van een supporter had aangepakt werd hij gediskwalificeerd en ging de medaille naar de Duitser Edi Ziegler. Vanwege deze diskwalificatie deed zijn tijd ook niet mee in het landenklassement. Op de ploegenachtervolging, die hij samen met Arend van 't Hof, Jan Plantaz en Adrie Voorting reed, werden ze uitgeschakeld in de kwartfinale, wat gelijk staat aan een vijfde plaats, gedeeld met België, Denemarken en Zwitserland.
Jules Maenen overleed in 2007 op 75-jarige leeftijd.

## Grote rondes
| Jaar | Ronde van Italië | Ronde van Frankrijk | Ronde van Spanje |
| ---- | ---------------- | ------------------- | ---------------- |
| 1954 |                  | opgave              |                  |
| 1955 | opgave           |                     |                  |
| 1957 |                  |                     |                  |

| Jaar | Gent-Wevelgem |
| ---- | ------------- |
| 1954 |               |
| 1955 |               |
| 1957 | 43e           |